# Ryan Moon
Ryan Moon (sinh ngày 15 tháng 9 năm 1996), là một cầu thủ bóng đá người Nam Phi hiện tại thi đấu ở vị trí tiền đạo thi đấu cho Kaizer Chiefs.

## Thống kê sự nghiệp

### Câu lạc bộ
Tính đến 4 tháng 12 năm 2017
| Câu lạc bộ          | Mùa giải            | Giải vô địch        | Giải vô địch | Giải vô địch | Cúp     | Cúp       | Châu lục | Châu lục  | Khác    | Khác      | Tổng cộng | Tổng cộng |
| Câu lạc bộ          | Mùa giải            | Hạng đấu            | Số trận      | Bàn thắng    | Số trận | Bàn thắng | Số trận  | Bàn thắng | Số trận | Bàn thắng | Số trận   | Bàn thắng |
| ------------------- | ------------------- | ------------------- | ------------ | ------------ | ------- | --------- | -------- | --------- | ------- | --------- | --------- | --------- |
| Maritzburg United   | 2015–16             | ABSA Premiership    | 2            | 0            | 1       | 0         | 0        | 0         | –       | –         | 3         | 0         |
| Kaizer Chiefs       | 2016–17             | ABSA Premiership    | 6            | 1            | 0       | 0         | 0        | 0         | –       | –         | 6         | 1         |
| Kaizer Chiefs       | 2016–17             | ABSA Premiership    | 1            | 0            | 1       | 0         | 0        | 0         | –       | –         | 2         | 0         |
| Kaizer Chiefs       | Tổng cộng           | Tổng cộng           | 7            | 1            | 1       | 0         | 0        | 0         | –       | –         | 8         | 1         |
| Tổng cộng sự nghiệp | Tổng cộng sự nghiệp | Tổng cộng sự nghiệp | 9            | 1            | 2       | 0         | 0        | 0         | –       | –         | 11        | 1         |

Ghi chú
1. ↑  Số trận ở Cúp Nedbank
2. ↑  Số trận ở Telkom Knockout

### Quốc tế
Tính đến các trận đấu diễn ra ngày 4 tháng 12 năm 2017.
| Đội tuyển quốc gia | Năm       | Số trận | Bàn thắng |
| ------------------ | --------- | ------- | --------- |
| Nam Phi            | 2017      | 3       | 2         |
| Tổng cộng          | Tổng cộng | 3       | 2         |

### Bàn thắng quốc tế
Tỉ số và kết quả liệt kê bàn thắng của Nam Phi trước.
| #  | Ngày                | Địa điểm                                        | Đối thủ  | Tỉ số | Kết quả | Giải đấu                                     |
| -- | ------------------- | ----------------------------------------------- | -------- | ----- | ------- | -------------------------------------------- |
| 1. | 15 tháng 7 năm 2017 | Sân vận động Francistown, Francistown, Botswana | Botswana | 1–0   | 2–0     | Vòng loại Giải vô địch bóng đá châu Phi 2018 |
| 2. | 22 tháng 7 năm 2017 | Sân vận động Moruleng, Saulspoort, Nam Phi      | Botswana | 1–0   | 1–0     | Vòng loại Giải vô địch bóng đá châu Phi 2018 |